# Астафьево (Западно-Казахстанская область)
Астафьево (каз. Астафьево) — село в Зеленовском районе Западно-Казахстанской области Казахстана. Входит в состав Красновского сельского округа. Код КАТО — 274439200.

## Население
В 1999 году население села составляло 188 человек (89 мужчин и 99 женщин). По данным переписи 2009 года, в селе проживало 60 человек (34 мужчины и 26 женщин).